# Cryptoprymna indiana
Cryptoprymna indiana är en stekelart som beskrevs av Sureshan och T.C. Narendran 2000. Cryptoprymna indiana ingår i släktet Cryptoprymna och familjen puppglanssteklar. Inga underarter finns listade i Catalogue of Life.